# Unppal romance
Unppal romance (운빨로맨스?, Unppal romaeunseuLR, lett. Una storia d'amore per caso; titolo internazionale Lucky Romance, conosciuta anche come Romance By Luck) è una serie televisiva sudcoreana trasmessa su MBC dal 25 maggio al 14 luglio 2016, basata sull'omonimo webtoon di Kim Dal-nim pubblicato nel 2014 su Naver.

## Trama
Shim Bo-nui crede fermamente nelle superstizioni, nelle predizioni e nell'oroscopo, perciò, quando le viene predetto che morirà se non andrà a letto con un uomo vergine nato nel 1986, inizia a cercare colui che potrà salvarla. Le sue mire cadono sul suo padrone di casa, Je Soo-ho, che tuttavia è un uomo molto razionale contrario al sesso prima del matrimonio.

## Personaggi
- Shim Bo-nui, interpretata da Hwang Jung-eum, Lee Ye-seon (da bambina) e Park Seo-yeon (da giovane)
- Je Soo-ho, interpretato da Ryu Jun-yeol, Gil Jeong-woo (da bambino) e Seol Woo-hyung (da giovane)
- Choi Geon-wook / Gary Choi, interpretato da Lee Soo-hyuk e Hong Dong-young (da giovane)
- Han Seol-hee / Amy Han, interpretata da Lee Chung-ah
- Shim Bo-ra, interpretata da Kim Ji-min e Kim Bo-min (da giovane)
- Goo Shin, interpretato da Kim Jong-goo
- Won Dae-hae, interpretato da Kim Sang-ho
- Han Ryang-ha, interpretato da Jung Sang-hoon
- Je Mool-po, interpretato da Gi Ju-bong
- Yang Hee-ae, interpretata da Na Young-hee
- Ahn Young-il, interpretato da Jung In-gi
- Choi Ho, interpretato da Jo Young-jin

## Ascolti
| Episodio | Data di trasmissione | Dati TNMS           | Dati TNMS                  | Dati AGB            | Dati AGB                   |
| Episodio | Data di trasmissione | A livello nazionale | Area metropolitana di Seul | A livello nazionale | Area metropolitana di Seul |
| -------- | -------------------- | ------------------- | -------------------------- | ------------------- | -------------------------- |
| 1        | 25 maggio 2016       | 8,9%                | 10,4%                      | 10,3%               | 12,3%                      |
| 2        | 26 maggio 2016       | 7,0%                | 8,0%                       | 8,7%                | 10,1%                      |
| 3        | 1 giugno 2016        | 7,6%                | 7,8%                       | 8,0%                | 8,0%                       |
| 4        | 2 giugno 2016        | 7,9%                | 9,0%                       | 8,2%                | 8,9%                       |
| 5        | 8 giugno 2016        | 8,0%                | 9,9%                       | 8,4%                | 9,2%                       |
| 6        | 9 giugno 2016        | 8,1%                | 9,6%                       | 8,9%                | 9,8%                       |
| 7        | 15 giugno 2016       | 8,1%                | 10,0%                      | 9,8%                | 10,3%                      |
| 8        | 16 giugno 2016       | 8,5%                | 10,0%                      | 8,7%                | 9,6%                       |
| 9        | 22 giugno 2016       | 8,6%                | 11,0%                      | 9,2%                | 10,0%                      |
| 10       | 23 giugno 2016       | 7,9%                | 10,2%                      | 8,0%                | 9,1%                       |
| 11       | 29 giugno 2016       | 8,2%                | 10,1%                      | 8,4%                | 9,7%                       |
| 12       | 30 giugno 2016       | 7,7%                | 9,3%                       | 7,7%                | 8,0%                       |
| 13       | 6 luglio 2016        | 7,0%                | 9,5%                       | 6,6%                | <7,4%                      |
| 14       | 7 luglio 2016        | 6,8%                | 8,4%                       | 6,4%                | <7,6%                      |
| 15       | 13 luglio 2016       | 7,0%                | 8,5%                       | 6,8%                | 7,0%                       |
| 16       | 14 luglio 2016       | 7,2%                | 9,1%                       | 6,4%                | <7,1%                      |
| Media    | Media                | 7,78%               | 9,43%                      | 8,17%               | <9,01%                     |

## Colonna sonora
1. Tingle (찌릿찌릿) – Kei (Lovelyz)
2. Sad Fate (슬픈인연) – Park Hye-su
3. Tell Me (내게 말해줘) – Soyou
4. Syalala Romance (샤랄라 로맨스) – Dawon (Cosmic Girls)
5. Sincerely To You (진심을 너에게) – Sweetpea
6. Lean On Me (내게 기대) – Junsu
7. More Than Anyone (그 누구보다) – Taeyoon

## Riconoscimenti
| Anno | Premio             | Categoria                 | Ricevente          | Risultato   |
| ---- | ------------------ | ------------------------- | ------------------ | ----------- |
| 2016 | Korea Drama Awards | Excellence Award, Actress | Hwang Jung-eum     | Candidato/a |
| 2016 | Korea Drama Awards | Best Original Soundtrack  | "Tell Me" di Soyou | Candidato/a |